# Русалка
Русалка — персонаж восточнославянской мифологии. Один из наиболее вариативных образов народной мистики: представления о русалке, бытующие на Русском Севере, в Поволжье, на Урале, в Западной Сибири, существенно отличаются от западнорусских и южнорусских. Считалось, что русалки опекали поля, леса и воды. До XX века в северных губерниях России слово «русалка» воспринимали как книжное, «учёное». Ранее этот персонаж был известен как водяниха, водяница, хитка, шутовка, щекотиха, на юге России и Украине — как мавка, на западе России — купалка.
Под западным влиянием в русской литературе и кинематографе образ славянской русалки слился с образом морской девы, которая вместо ног имеет рыбий хвост и живёт в море. В англоязычном бестиарии для славянских русалок употребляется слово rusalka, а для морских дев — mermaid.

## Этимология
Согласно теории «римского влияния», которую отстаивали Ф. Миклошич и А. Н. Веселовский, слово русалка позднего происхождения, произошло от названия древнеримского праздника поминовения предков — Розалии (от лат. Rosalia — праздник роз, посвящённый умершим). В то же время историк-антиковед Т. Д. Златковская ставит под сомнение возможность заимствования персонажей древнеримской мифологии восточными славянами. По мнению мифолога Е. Е. Левкиевской, мифологический образ русалки является исконно славянским и сложился в глубокой древности.
Некоторые исследователи XIX века считали, что термин произошёл от слов «русло», «русый» или названия рек Руса, Рось, Раса и др. Или от растения «росен» (болгар. ясенец белый), игравшего роль в обряде русалии; однако отмечалось, что это название тоже латинского происхождения.
По мнению И. Ягича, вследствие сближения со словом русло русалка из нимфы лесов и полей превратилась в народном сознании в водяное существо.
В украинском языке сохранилось название мавка, в белорусском — водяница, купалка.

## Мифологический образ
По версии академического словаря «Славянские древности» (Л. Н. Виноградова), русалка — это вредоносный дух, появляющийся в летнее время в виде длинноволосой женщины в злаковом поле, в лесу, у воды, способный защекотать человека насмерть или утопить в воде. Восточнославянский термин «русалка» связан с древнерусским названием языческого весеннего праздника русалии.
По мнению В. Я. Проппа, русалка являлась персонажем, связанным с культом растений, плодородия, влаги, духом водоёмов, персонифицированной стихией природы (воды, «зелёной» жизни).
В Малороссии и в Галиции существовало несколько представлений о русалках. По одним представлениям, русалки отождествляются с мавками, по другим — с дикими жёнами, «мамунами» (обезьянами) у поляков и «вилами» у сербов и болгар, которые владели колодцами и озёрами, умели «запирать» воды. Чаще всего считается, что русалками становятся некрещёные дети, утонувшие девицы, девушки, умершие до замужества, а также те, кто родился или умер на Троицкой неделе. В западном Полесье существует легенда о том, как отец умершей девушки-невесты привязал её тело к столбу и таким образом «повенчал» её, чтобы она не стала русалкой.
В некоторых поверьях русалкам приписывалась способность к оборотничеству. Считалось, например, что они могли принимать вид белок, крыс, лягушек, птиц (укр. харьк.) либо показываться в виде коровы, коня, телёнка, собаки, зайца и других животных (полес.). Однако в большинстве рассказов русалки появляются в образе женщины или молодой девушки.
Среди населения Урала было представление, что русалки — это проклятые жёны и девы. Они живут в плоти, невидимо от людей, и будут жить так до пришествия Христа. Живут постоянно под водой, в обществе чертей.
В Полесье нередко слово русалка употребляется по отношению к умершим вообще или даже к конкретным умершим жительницам своих сёл.

## Поверья о жизни

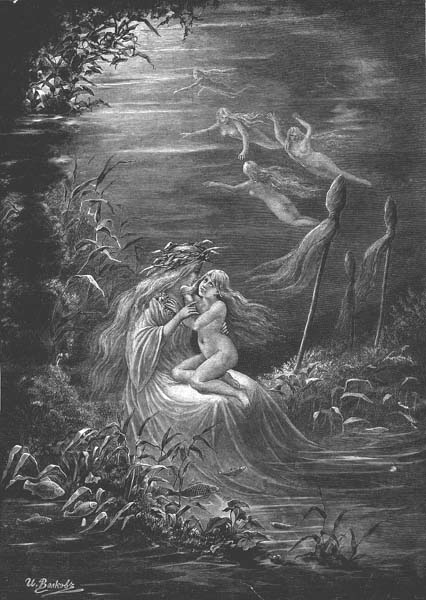
Русалка с дочерью, гравюра к стихотворению Александра Пушкина, рисунок И. Волова, гравюра, 1899

В некоторых местах Украины фольклористы отмечали различие русалок полевых (то же самое, что «полудницы») и лесных («фараонки», из войск библейского фараона, погибших в Красном море). Как пишет Д. Зеленин, «русалок нельзя признать определённо духами водными, или лесными, или полевыми: русалки являются одновременно и теми, и другими, и третьими». По легендам, русалок можно встретить в прудах, озёрах и проточных водах.
В большей части народных рассказов русалки изображены нагими и без головного убора. Одетых русалок чаще всего представляют в рваных сарафанах.
Также существовало поверье, что на Русальной неделе, когда в лесу ходят русалки, при нечаянной встрече с ними нужно бросить платок или что-нибудь из одежды, например рукав от платья. Считалось, что русалки похищают у заснувших без молитвы женщин нитки, холсты и полотна, одежду и пищу, выбирают для себя любовников из их мужчин. Желание одеться побуждало русалок подходить ночью к баням, где прядильщицы иногда оставляли пряжу, и напрясть себе ниток для одежды. «Но, очевидно, не все из них ещё обучены этому искусству: другая только обсусолит мочку на гребне да обслюнит».
У восточных славян (а также у саамов) было распространено поверье, что водяные красавицы-русалки по ночам выходят из воды, садятся на траву и расчёсывают свои волосы. Это поверье часто использовали в качестве мотива художники и поэты — например, Шевченко в стихотворении «Утоплена».
В народных сказаниях в качестве гребней русалки использовали рыбьи кости. В Читинской области во второй половине XX столетия был записан рассказ-быличка о том, как женщина, дом которой стоял у речки, забрала оставленный русалкой на берегу гребешок, «и каждую ночь та девка-волосатиха спать не давала: стучит то в окно, то в двери». По совету одного старца, гребешок был отнесён обратно на берег, и с той поры русалка приходить перестала.
Согласно эпосам, другой отличительной особенностью русалок была их любовь к плетению венков из цветов, осоки и древесных ветвей.
В Белоруссии была записана быличка, в которой повествуется о русалке, смастерившей люльку для своего младенца из большого куска берёзовой коры.
По поверьям, русалки питались рыбой и раками, а по ночам забирались в сараи и доили коров. Некоторые исследователи приводят рассказы крестьян, которые в XIX веке якобы часто видели русалок среди возделанных полей, засеянных рожью и коноплёй, где они «ломали жито». Считалось, что в дикой степи они питаются различными травами и ягодами. В Галиции крестьяне считали, что «дикая баба очень любит горох, и её можно в нём, на поле или в огороде, часто встретить».

## Внешний вид

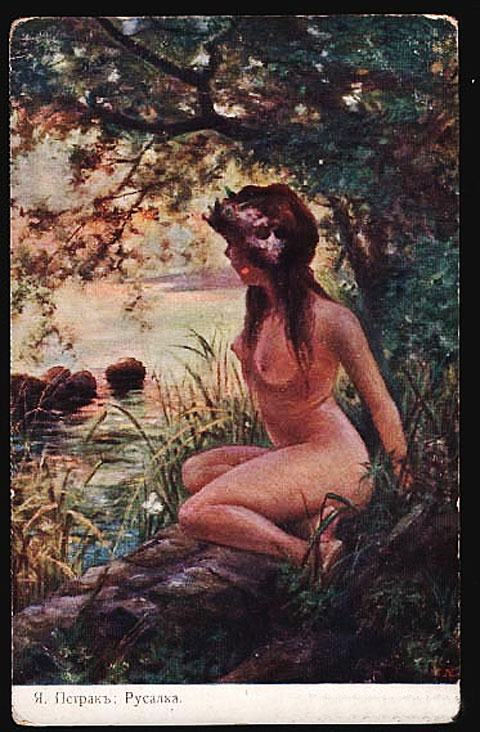
Русалка, Ярослав Пстрак, ранее 1916

По некоторым русским представлениям, русалки имеют облик маленьких девочек, очень бледных, с зелёными волосами и длинными руками. В северных областях России (местами на Украине) русалок преимущественно описывали как косматых безобразных женщин. Часто отмечаются большие груди: «цыцки большие-большие, аж страшно».
По мнению Зеленина, определённого образа русалки нет. Широко распространённое у русских представление о шутовке, водянице, хитке, чертовке как об уродливой женщине с огромной грудью относится к жене водяного или к духу воды женского пола — образу, близкородственному русалке.
Упоминания о русалках с рыбьим хвостом в народных поверьях достаточно редки и, по-видимому, появились под книжным влиянием (см. морская дева, сказка «Русалочка»). Западноевропейские русалки внешний вид унаследовали от художественных изображений гомеровских сирен, славянские сходны с древнегреческими нимфами. В англоязычном бестиарии для славянских русалок употребляется слово rusalka, а для западноевропейских — mermaid.
Важная отличительная и объединяющая черта во внешнем виде русалок — распущенные длинные волосы. Простоволосость, недопустимая в обычных бытовых ситуациях для крестьянской девушки, — типичный и значимый атрибут: «Ходит как русалка (о нечёсанной девке)» (из словаря Даля).
Преобладающий цвет волос — русый, отчего историк С. М. Соловьёв производит само название «русалка» — «с русыми волосами».

## Места обитания
По народным поверьям, русалки обитают в лесу на высоких деревьях (например, на дубе или липе), на которых любят раскачиваться как ночью, так и днём. Свои следы на берегу русалки стараются скрывать, поскольку могут перерыть песок и загладить следы (застать их можно, согласно наблюдениям Даля, только врасплох). В сосновом бору часто встречаются деревья, вокруг которых не растёт трава: по народному преданию, русалки водят хороводы вокруг этих деревьев и вытаптывают круги.
Описываемая в преданиях территория обитания русалок включает в себя часть Белоруссии, Смоленской и Курской областей. Считается, что белорусские русалки говорят «Уу-гу, уу-гу!», а смоленские — «Рели-рели!» или «Гутыньки-гутеньки». В Курской губернии, по народным преданиям, мелодии и ритмы народных песен были схожи с русаличьими. В некоторых отдельных местностях русалок называют «лихоплесками» оттого, что они лихо плещутся или лихо пляшут.
У полещуков считается, что постоянным пристанищем русалок является «зона смерти» (кладбище, могилы, «тот» свет и вода как граница между мирами), а местами их временного пребывания на земле на русальной неделе — ржаное или конопляное поле, межи, лес, деревья, места у воды, перекрёстки дорог и т. п. В селе Хоробичи Черниговской области говорили: «Русалки и в жите, и в воде живут — зимой они в воде, а в Русалны тыждень выходят в поля и леса».

## Характер
Отрицательные черты

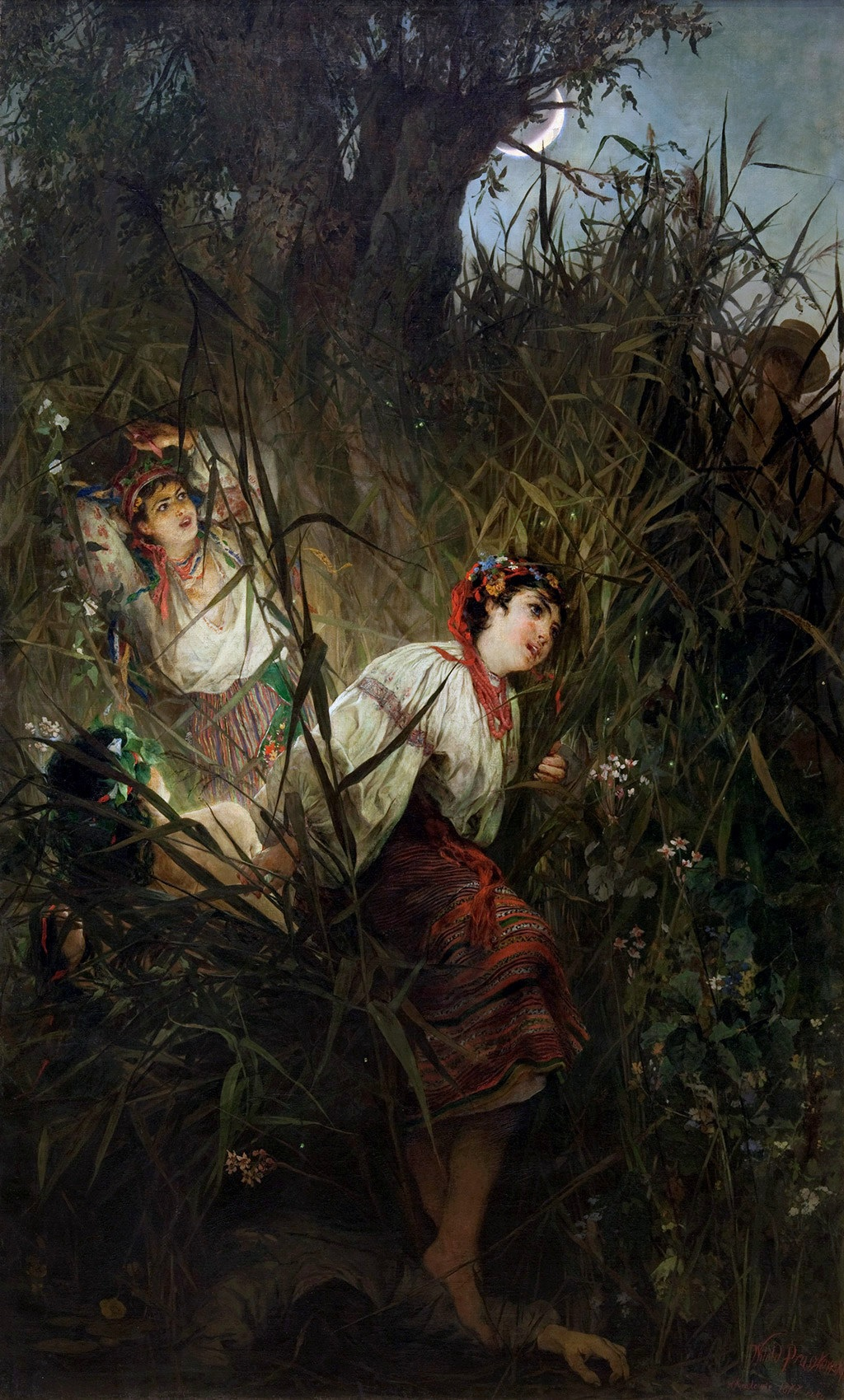
Витольд Прушковский. Русалки, 1877

В русской мифологии русалки описывались как опасные существа, часто отрицательно настроенные к людям всех возрастов: в одних поверьях они кидались в людей камнями, ловя кого-нибудь, щекотали до смерти и топили; по другим легендам — соблазняли молодых парней, заманивая их на глубину. Девушек русалки, согласно фольклору, не любят и ненавидят, всячески прогоняют из леса. В одной народной былине говорится, как русалка в шутку несколько раз тушила костёр, который развели несколько человек в ночь на Ивана Купалу, и возмущённые люди чуть не избили её дубинами, заставив убраться прочь. По белорусским народным поверьям, русалкам свойственно бегать нагими и кривляться: человек, увидевший таких русалок, перенимает от них эту привычку.
По мнению Даля, русалки могли поймать стадо гусей, ночующее на воде, завернув им крылья так, чтобы птицы не могли взлететь. Согласно описанию А. С. Пушкина, русалки пугали всадников «плеском, хохотом и свистом».
Среди крестьян распространялись несколько способов заставить русалку оставить человека в покое: устремить взгляд в землю и не смотреть русалкам в глаза. Со слов крестьянина Дмитрия Шваркуна был записан загово́р от так называемых «приставаний» русалки:

Водяница, лесовица, шальная девица! Отвяжись, откатись, в моём дворе не кажись; тебе тут не век жить, а неделю быть. Ступай в реку глубокую, на осину высокую. Осина трясись, водяница уймись. Я закон принимал, златой крест цаловал; мне с тобой не водиться, не кумиться. Ступай в бор, в чащу, к лесному хозяину, он тебя ждал, на мху постелюшку слал, муравой устилал, в изголовьице колоду клал; с ним тебе спать, а меня, крещёного, тебе не видать.

Считалось, что люди, которые не снимают нательный крест, защищены от влияния русалок. Если же это не останавливало русалку, то крестьянин должен был уколоть её булавкой.
Положительные черты
Согласно народным поверьям, несмотря на свой нрав, русалки могли проявлять благородные черты характера в отношении некоторых людей: так, они очень хорошо относились к маленьким детям, спасая их от диких животных. Иногда в историях русалки спасали тонущего человека от гибели. Также русалкам приписывался весёлый характер: они часто «кувыркаются, играют, ведут беговые игры, хороводы, пляшут, хохочут», устраивают свои развлечения ночью. Русалки считаются покровительницами плодородия. Крестьяне считали, что там, где русалки устраивали веселье, будет хороший урожай: в частности, там, где плясали русалки, лучше растут трава и хлеб; сами русалки защищали поля от всякой беды. По некоторым поверьям, если человек в Русальную неделю заметит русалок и скажет «Чур моя!», одна из них пойдёт за ним в дом и будет исполнять всю работу по дому вплоть до следующей Русальной недели.

## Былички о домашних русалках
Зеленин, собиратель фольклора начала XX века, говорит что якобы «в Белоруссии известны случаи, когда русалка живёт в доме за работницу», и что они «кормятся по чужим семействам, в особенности в тех, где является ссора между семейными за столом».
По быличке крестьянки Агафьи Антоновой из Белоруссии, передавшей свидетельство стариков, в её деревню некогда привели двух пойманных русалок: «И ничего не говорят, только плачут и плачут, рекой льётся, покуда отпустили. А как отпустили, — тогда запели, заиграли, да в лес».
В Смоленской губернии на рубеже XIX—XX веков была записана следующая легенда:

Мой прадед пошёл однажды на русальной неделе в лес лыки драть; на него там напали русалки, а он быстро начертал крест и стал на этот крест. После этого все русалки отступили от него, только одна всё ещё приставала. Прадед мой схватил русалку за руку и втащил в круг, поскорее набросив на неё крест, висевший у него на шее. Тогда русалка покорилась ему; после этого он привёл её домой. Жила русалка у прадеда моего целый год, охотно исполняла все женские работы; а как пришла следующая русальная неделя, то русалка снова убежала в лес. Пойманные русалки, говорят, едят мало — больше питаются паром и скоро бесследно исчезают.

## Русальная неделя

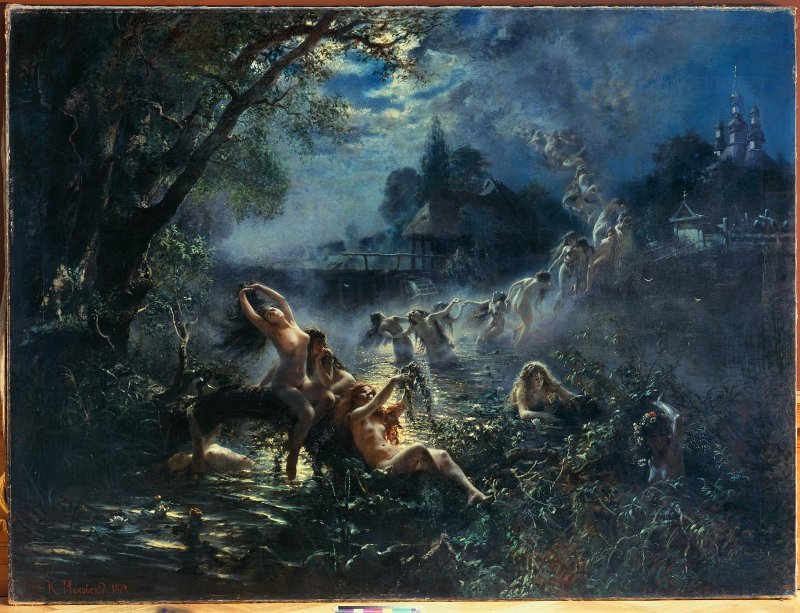
Русалки, Константин Маковский, 1879

По народному поверью, русалки забираются в реки с осени и проводят там всю зиму, а на Зелёные святки выходят на сушу и остаются на ней в течение всего лета. Считалось что в «русальную неделю» русалки бегают по полям, качаются по деревьям, могут защекотать встречных до смерти или увлечь в воду. Поэтому с Семика до Духова дня в открытых водоёмах старались не купаться и в одиночку через засеянные поля не ездили. Особенно отмечен четверг — «русальичин велик день», в этот день девушки ходили в лес «русалку крестить». Со вторника начинались проводы русалок, которые чаще всего старались приурочить к воскресенью или к первому дню Петрова поста, следующего за Русальной неделей. Считалось что особенно активны русалки также в ночь на Иван Купала с 23 на 24 июня (с 6 на 7 июля по новому стилю). На следующий день (Феврония-русальница) последние русалки уходят с берегов в глубь водоёмов.
Украинцы называли четверг на русальной (зелёной) неделе, когда русалки празднуют свою Пасху, мавской или навской Пасхой (укр. мавський, нявський великдень).

## Русалии
Русалиями восточные славяне называли праздник в память умерших с поминальным обрядом (поминальные дни). Русалии отмечались в канун Рождества Христова и Богоявления (зимние Русалии), на неделе после Троицы (Русальная неделя) или в летний Иванов день (Иван Купала). Словом русалия/русалии в древнерусских источниках называли праздник Пятидесятницы. Во время Русалий песни и гуляния затягивались далеко за полночь.
У южных славян Русалии отмечали на Святки (от Рождества до Крещения), на святую Пасху, со Спасова дня (Вознесенья) и, особенно, на Русальной неделе, когда приходят «русали» (или «русалки»). Болгары считали, что в среду на Преполовение (25 день после Пасхи), которая называется в народе «Русальная среда», русалки «собираются в дорогу».
В Македонии с Рождества до Крещения ходили по дворам мужские дружины — «русалии», которые устраивали особые хороводы вокруг больных людей и исполняли обрядовые танцы, чтобы исцелить их. На севере Болгарии и северо-востоке Сербии группы «русалиев» или «калушар» ходили по сёлам на Троицкой неделе с целью магического лечения людей, заболевших «русальской» болезнью. Считалось, что «русальскую» болезнь насылали русалки или самодивы, которые появлялись на земле с Вознесения. Группа мужчин ходила по сельским домам. «Русалии» исполняли возле больного (которого выносили и укладывали во двор или на поляну) обрядовые танцы с кружением и подскоками, иногда доводя себя до экстатического состояния и конвульсий, что обеспечивало — по народным представлениям — наиболее эффективное исцеляющее воздействие. Таким способом изгонялись из больного зловредные духи.
Древнейшее упоминание русалий — граффити № 23 (по А. А. Медынцевой) в Новгородской Софии, датируемое серединой XI века. Участвующие в обряде русалий женщины названы русалками в «Слове о злых жёнах» по списку «Златой Матицы», датируемому по водяным знакам второй половиной 1470-х — началом 1480-х годов.

## Сравнительные характеристики

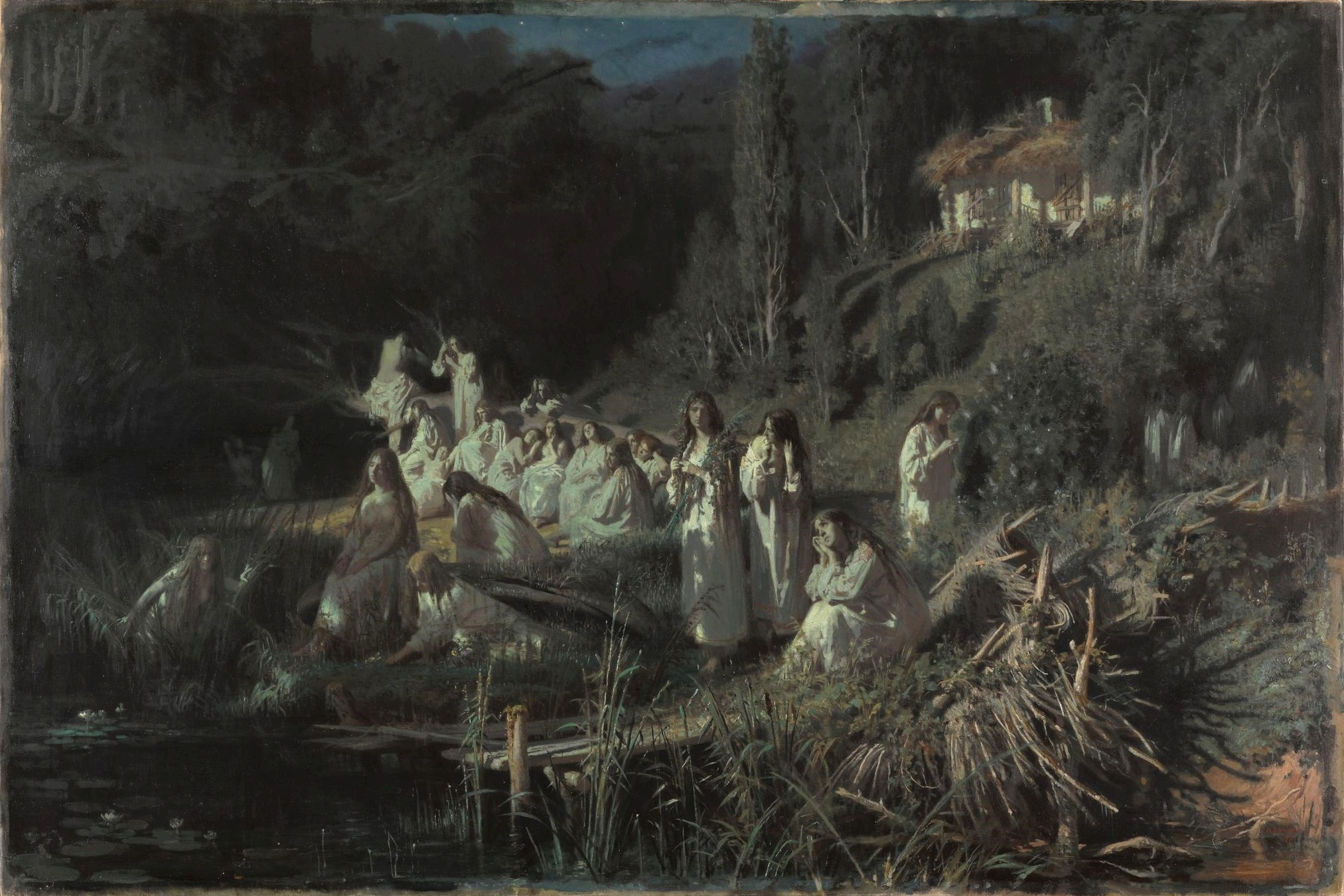
Русалки, Иван Крамской, 1871

Использование сравнительной характеристики персонажей разных славянских традиций выявило много общего у женских мифологических персонажей: восточнославянской русалки, западнославянской богинки, болгарской самодивы, сербской вилы. Так, болгарскую самодиву могли называть русалкой. Термины русалка, богинка, самодива, вила распространены в качестве основных мифологических персонажей на значительных территориях проживания славян. Термин русалка — на всей восточнославянской территории, восточной Польше и северной Болгарии. Богинка — на всей территории Польши и приграничных зонах. Самодива — на всей территории Болгарии и приграничных сербско-хорватских зонах. Вилы — на сербско-хорватских территориях. Русалке могут соответствовать: в украинском ареале — мавка, навка, лоскотуха; в белорусском — нимка, казытка, саўка, железнячка; в восточной Польше — żytnie panienki, żytnie majki, żytniczki. Польские богинки могут называться: rusawki, pokutnice, mamony, placzki, odmienica, zly duch, babula, nocula, mara, diablica, czarownica, ubohenka. Болгарские самодивы могут также называться: бели-червени, медени-маслени, сладки-медени, живи-здрави, самовила, димна самовила, юда, благи, вихрушки, вражките керки, вила, дива, самоюда, русалка, русалиа. Сербскохорватские вилы: самовила, самодива, добрица, недобрица, бела вила, бела-црвена, водаркиња, приморкиња, jузеркиња, бодарица, пригоркињф, нагоркиња, загоркиња, белгорока, пештеркиња, планинкиња, плетикоса, златокоса, баждарица, златокоса, седмакиња.
Их облик не поддаётся чёткому и однозначному описанию, но обычно они имеют антропоморфный женский, иногда детский, облик. Все они могут становиться невидимыми, и только люди с особыми качествами могли их видеть. В украинских и южнорусских поверья эти персонажи предстают привлекательными и молодыми. Начиная с Полесья и далее через Белоруссию к Русскому Северу усиливается тенденция изображить их уродливыми и старыми. В западнославянской мифологии богинки изображаются в виде безобразных старых баб. У южных славян вилы и самодивы чаще имеют привлекательный облик. Общей чертой у всех персонажей являются длинные светлые распущенные волосы, белые одежды и венок на голове.
Для восточно- и западнославянских персонажей отчётливо прослеживается происхождение от женщин, умерших «не своей» смертью. В восточнославянской традиции — это души детей, умерших до крещения; души девушек, умерших до вступления в брак. В западнославянской — души женщин, умерших во время родов или до послеродового церковного очищения, а также женщин, сделавших аборт. В южнославянских преданиях люди, понравившиеся самодивам и вилам, умирали и пополняли их ряды. Общим для всех славянских персонажей является способность самим заводить детей.
Живут все они за пределами обычного жилого пространства — возле воды, в лесу, в горах, пещерах, на небе, далеко от людей. Попадая в дом, персонаж меняет своё поведение и вредоносность — сидит за печкой, в углу, питается паром горячей пищи или приготовленным поминальным блюдом, незримо прядёт по ночам. Вилы, самодивы и русалки считаются подательницами влаги, способными «запереть воду». Русалки и богинки обычно купаются, плещутся, стирают бельё, заманивают в воду, топят. Появляются они обычно ночью, а исчезают с пением петухов. На земле они чаще всего пребывают в весенне-летний период, когда могут воздействовать на урожайность в период цветения.
Наиболее характерны для всех персонажей — это любовь к музыке, пению и танцам. А также способность к оборотничеству, прорицанию, знахарству и колдовству, и вредоносность, как черта нечистой силы. Наибольшей злокозненностью отличается польская богинка. Она же является единственной, не связанной напрямую с растительностью и воздействием на урожайность.